# Clear Lake (Minnesota)
Clear Lake és una població dels Estats Units a l'estat de Minnesota. Segons el cens del 2000 tenia 266 habitants.

## Demografia
Segons el cens del 2000, Clear Lake tenia 266 habitants, 102 habitatges, i 68 famílies. La densitat de població era de 130 habitants per km².
Dels 102 habitatges en un 37,3% hi vivien nens de menys de 18 anys, en un 55,9% hi vivien parelles casades, en un 7,8% dones solteres, i en un 32,4% no eren unitats familiars. En el 26,5% dels habitatges hi vivien persones soles el 14,7% de les quals corresponia a persones de 65 anys o més que vivien soles. El nombre mitjà de persones vivint en cada habitatge era de 2,61 i el nombre mitjà de persones que vivien en cada família era de 3,19.
Per edats la població es repartia de la següent manera: un 28,2% tenia menys de 18 anys, un 10,5% entre 18 i 24, un 32% entre 25 i 44, un 17,3% de 45 a 60 i un 12% 65 anys o més.
L'edat mediana era de 33 anys. Per cada 100 dones de 18 o més anys hi havia 103,2 homes.
La renda mediana per habitatge era de 40.625 $ i la renda mediana per família de 54.375 $. Els homes tenien una renda mediana de 36.071 $ mentre que les dones 22.813 $. La renda per capita de la població era de 16.894 $. Cap de les famílies i el 3,1% de la població estaven per davall del llindar de pobresa.

## Poblacions més properes
El següent diagrama mostra les poblacions més properes.